# Paul Dahlke
Paul Victor Ernst Dahlke (Groß Streitz bij Koszalin, 12 april 1904 – Salzburg, 23 november 1984) was een Duitse acteur en hoorspelspreker.

## Biografie
De zoon van de muziekleraar Ernst Dahlke groeide op in Köslin, ging naar school in Stargard en ging naar de middelbare school in Dortmund, waar hij in 1922 afstudeerde van de middelbare school. Hij studeerde aan de Bergakademie Clausthal en aan de Technische Universiteit Berlin-Charlottenburg. Hij volgde ook lezingen in Duitse en theaterstudies en probeerde zijn geluk in schilderen en houtsnijden.
Vanaf 1926 voltooide Dahlke een acteeropleiding aan de Max Reinhardt-Schauspielschule in Berlijn. Vanaf 1928 volgden theateropdrachten in verschillende theaters in Berlijn en München. Zijn talrijke rollen omvatten de titelrol in Carl Zuckmayers Des Teufels General, de rol van professor Higgins in George Bernard Shaws Pygmalion en de titelrol in Axel von Ambessers Das Abgründige des Herrn Gerstenberg. Van 1934 tot 1944 maakte hij deel uit van het ensemble van het Deutsches Theater in Berlijn.
Vanaf 1934 speelde Dahlke voornamelijk vitale personages met een eenvoudige geest in verschillende filmrollen. Hij was ook te zien in vele drama-aanpassingen, bijvoorbeeld als Ruprecht in Gustav Ucickys Heinrich von Kleist verfilming van Der zerbrochene Krug en in de Erich Kästner verfilmingen van Das fliegende Klassenzimmer en Drei Männer im Schnee. Na de oorlog werkte Dahlke van 1946 tot 1953 in het Staatstheater van München, waarna hij gastoptredens maakte in verschillende theaters. Zijn vrouw Elfe Gerhart-Dahlke, met wie hij in 1955 trouwde (het was zijn tweede huwelijk), was actrice en beeldhouwer.
Dahlke werd bij een breed publiek bekend door talrijke televisierollen zoals die van de Rijnschipper Jakob Wilde op de MS Franziska in de gelijknamige serie (1978). In 1961 sprak hij onder leiding van Heinz-Günter Stamm de titelrol in de zesdelige hoorspelreeks Maigret en… van de Bayerischer Rundfunk. Als stemacteur leende hij zijn stem aan onder meer Charles Laughton (Captain Kidd, The Paradine Case) en Vincent Price (The Keys of the Kingdom).

## Overlijden
Paul Dahlke overleed in november 1984 op 80-jarige leeftijd. Zijn graf bevindt zich op de begraafplaats in Grundlsee (Oostenrijk).
Zijn geschreven nalatenschap bevindt zich in het archief van de Kunstacademie in Berlijn.

## Onderscheidingen
- 1937: Benoeming tot staatsacteur
- 1966: Pommerse Cultuurprijs
- 1974: Gouden filmband voor jarenlang uitstekend werk in de Duitse film
- 1979: Grootkruis van Verdienste in de Orde van Verdienste van de Bondsrepubliek Duitsland

## Filmografie
- 1934: Liebe, Tod und Teufel
- 1935: Das Mädchen Johanna
- 1935: Lady Windermeres Fächer
- 1936: Verräter
- 1937: Fridericus
- 1937: Mein Sohn, der Herr Minister
- 1937: Patrioten
- 1937: Daphne und der Diplomat
- 1937: Der zerbrochene Krug
- 1938: Urlaub auf Ehrenwort
- 1938: War es der im 3. Stock?
- 1938: Capriccio
- 1938: Verwehte Spuren
- 1938: Schwarzfahrt ins Glück
- 1938: Pour le Mérite
- 1938: Frauen für Golden Hill
- 1939: Die Hochzeitsreise
- 1939: Morgen werde ich verhaftet
- 1939: Es war eine rauschende Ballnacht
- 1939: Die barmherzige Lüge
- 1939: Wer küßt Madeleine?
- 1939: Robert Koch, der Bekämpfer des Todes
- 1939: Die unheimlichen Wünsche
- 1939: Kennwort Machin
- 1939: Befreite Hände
- 1940: Feinde
- 1940: Die keusche Geliebte
- 1940: Das Fräulein von Barnhelm
- 1940: Friedrich Schiller – Triumph eines Genies
- 1941: … reitet für Deutschland
- 1941: Venus vor Gericht
- 1941: Kameraden
- 1941: Die Kellnerin Anna
- 1941: Heimaterde
- 1942: Geliebte Welt
- 1942: Dr. Crippen an Bord
- 1942: Andreas Schlüter
- 1942: Fünftausend Mark Belohnung
- 1943: Ich vertraue Dir meine Frau an
- 1943: Romanze in Moll
- 1943: Gefährlicher Frühling
- 1944: Seine beste Rolle
- 1944: Das war mein Leben
- 1944: Der Täter ist unter uns
- 1944: Ich brauche dich
- 1944: Orient-Express
- 1945: Ein Mann wie Maximilian
- 1945: Dreimal Komödie
- 1947: Und finden dereinst wir uns wieder…
- 1948: Lang ist der Weg
- 1948: Menschen in Gottes Hand
- 1948: Das verlorene Gesicht
- 1948: Der Apfel ist ab
- 1948: Die Zeit mit Dir
- 1948: Frech und verliebt
- 1949: Das Gesetz der Liebe (Überläufer)
- 1949: Krach im Hinterhaus
- 1949: Begegnung mit Werther
- 1949: Der Posaunist
- 1949: Die Reise nach Marrakesch
- 1949: Der Bagnosträfling
- 1950: Der Fall Rabanser
- 1950: Der Schatten des Herrn Monitor
- 1950: Kein Engel ist so rein
- 1950: Gute Nacht, Mary
- 1950: Der fallende Stern
- 1951: Falschmünzer am Werk
- 1951: Rausch einer Nacht
- 1952: Lockende Sterne
- 1952: Liebe im Finanzamt
- 1952: Der Tag vor der Hochzeit
- 1953: Einmal kehr' ich wieder
- 1953: Vergiß die Liebe nicht
- 1953: Arlette erobert Paris
- 1954: … und ewig bleibt die Liebe
- 1954: Clivia
- 1954: Die tolle Lola
- 1954: Drei vom Varieté
- 1954: Das fliegende Klassenzimmer
- 1955: Drei Männer im Schnee
- 1955: Roman einer Siebzehnjährigen
- 1955: Meine Kinder und ich
- 1955: Ihr erstes Rendezvous
- 1956: Frucht ohne Liebe
- 1956: Stresemann
- 1956: Die Ehe des Dr. med. Danwitz
- 1956: Der erste Frühlingstag
- 1956: Kitty und die große Welt
- 1956: Made in Germany – Ein Leben für Zeiss
- 1957: Liebe, wie die Frau sie wünscht
- 1957: Bekenntnisse des Hochstaplers Felix Krull
- 1957: Das Abgründige in Herrn Gerstenberg (tv)
- 1957: Anders als du und ich
- 1957: Heute blau und morgen blau
- 1958: Alle Sünden dieser Erde
- 1959: Der Rebell von Samara (Il Vendicatore)
- 1959: Abschied von den Wolken
- 1959: Die Wahrheit über Rosemarie
- 1959: Liebe, Luft und lauter Lügen
- 1959: Die Nackte und der Satan
- 1959: Zurück aus dem Weltall
- 1959: Die feuerrote Baronesse
- 1959: Drillinge an Bord
- 1960: Ein Student ging vorbei
- 1961: Sansibar
- 1961: Jedermann
- 1961: Der Fall Winslow (tv)
- 1961: Deutschland – deine Sternchen
- 1962: Das Mädchen und der Staatsanwalt
- 1962: Unsere Jenny (tv)
- 1962: Affäre Blum (tv)
- 1963: Die Entscheidung (tv)
- 1963: Mit besten Empfehlungen
- 1963: Die schwarze Kobra
- 1963: Das Haus in Montevideo
- 1964: Begegnung in Salzburg
- 1964: Eiche und Angora (tv)
- 1964: Eines schönen Tages (tv)
- 1964: Das Geheimnis der chinesischen Nelke
- 1964: Sie werden sterben, Sire (tv)
- 1964: Das Kriminalmuseum – Gesucht: Reisebegleiter
- 1964: Sechs Stunden Angst (tv)
- 1964: Ein langer Tag (tv)
- 1965: Pflicht ist Pflicht (tv)
- 1965: Die fünfte Kolonne – Besuch von drüben
- 1965: Lage hoffnungslos – aber nicht ernst (Situation Hopeless … But Not Serious)
- 1965: Die Sommerfrische (tv)
- 1965: Das Kriminalmuseum – Die Ansichtskarte
- 1965: Das Geheimnis der drei Dschunken
- 1965: Der zerbrochene Krug (tv)
- 1966: Erinnerung an zwei Montage (tv)
- 1966: Ein unruhiger Tag (tv)
- 1966: Ernest Barger ist sechzig (tv)
- 1967: Ein Schlaf Gefangener (tv)
- 1967: Das Kriminalmuseum – Die Zündschnur
- 1967: Die Heiden von Kummerow und ihre lustigen Streiche
- 1967: Der Renegat (tv)
- 1969: Reise nach Tilsit (tv)
- 1969: Donnerwetter! Donnerwetter! Bonifatius Kiesewetter
- 1969: Spion unter der Haube (tv)
- 1970: Heintje – Einmal wird die Sonne wieder scheinen
- 1971: Die Sieben Ohrfeigen (tv)
- 1971: Das Feuerwerk (tv)
- 1972: Der Illegale (tv-meerdeler)
- 1973: Oh Jonathan – oh Jonathan!
- 1973: Der Monddiamant (tv-meerdeler)
- 1974: Der Kommissar – Tod eines Landstreichers
- 1974: Sonderdezernat K1 – Kein Feuer ohne Rauch
- 1975: Die Stadt im Tal (tweedelige tv-film)
- 1976: Die Tannerhütte (tv)
- 1977: Des Doktors Dilemma (tv)
- 1977: Sonderdezernat K1 – Der Regen bringt es an den Tag
- 1977: Polizeiinspektion 1 – Der Vermißte
- 1978: MS Franziska (tv-serie)
- 1978: Schusters Gespenster (tv-serie)
- 1978: Diamantenpfade (Almaznaya tropa)
- 1979: Nachbarn und andere nette Menschen (tv)
- 1979: Tödlicher Ausgang (tv)
- 1980: Kein Geld für einen Toten (tv)
- 1980: Der Alte – Die tote Hand
- 1980: Leute wie du und ich (tv)
- 1981: O du fröhliche – Besinnliche Weihnachtsgeschichten (tv)
- 1982: Sonderdezernat K1 – Die Spur am Fluß
- 1982: Leben im Winter (tv)
- 1982: Heimkehr nach Deutschland (tv)
- 1983: Unternehmen Arche Noah (tv)
- 1983: Derrick – Die Tote in der Isar
- 1983: Die zweite Frau (tv)
- 1983: Kontakt bitte … (tv-serie)
- 1984: Heute und damals (tv)
- 1984: Freundschaften (tv)
- 1985: Die Krimistunde - Kleines Memento (tv-serie)

## Hoorspelen
- 1947: Elga (volgens Gerhart Hauptmann) – regie: Helmut Brennicke
- 1949: Das Verhör des Lukullus – regie: Harald Braun
- 1949: Schiff ohne Hafen – regie: Fritz Benscher
- 1950: Damals in Kongalonga – regie: Axel von Ambesser
- 1950: Nichts von Bedeutung – regie: Heinz-Günter Stamm
- 1951: Der arme Mensch – regie: Walter Ohm
- 1952: Der Revisor (volgens Nikolai Gogol) – regie: Walter Ohm
- 1952: Barabbas – regie: Walter Ohm
- 1952: Das Festbankett – regie: Heinz-Günter Stamm
- 1952: Zwei Männer und ein Gentleman – regie: Walter Ohm
- 1953: Abschied in Taganrog – regie: Heinz-Günter Stamm
- 1953: Sir Michaels Abenteuer – regie: Willy Purucker
- 1953: Der in der Mitte – regie: Heinz-Günter Stamm
- 1953: Im Räderwerk – regie: Fränze Roloff
- 1953: Ohne Angabe der Adresse – regie: Heinz-Günter Stamm
- 1953: Das Boot ohne Fischer – regie: Walter Ohm
- 1953: Heute Nacht in Samarkand – regie: Heinz-Günter Stamm
- 1953: Wir waren drei – regie: Friedrich-Carl Kobbe
- 1953: Der falsche Schutzengel – regie: Heinz-Günter Stamm
- 1953: Penny – regie: Heinz-Günter Stamm
- 1953: Der Apollo von Bellac – regie: Heinz-Günter Stamm
- 1954: Der tolle Bursche Mac – regie: Kurt Wilhelm
- 1954: Zwischen Erde und Himmel – regie: Cläre Schimmel
- 1954: Vor der Sintflut – regie: Heinz-Günter Stamm
- 1954: Das Licht der Welt – regie: Otto Arneth
- 1956: Zwischen Erde und Himmel – regie: Heinz-Günter Stamm
- 1956: Die Geschworenen haben das Wort – regie: Heinz-Günter Stamm
- 1956: Minna von Barnhelm – regie: Heinz-Günter Stamm
- 1956: Das goldene Rad – regie: Fritz Schröder-Jahn
- 1957: Menschliche Komödie – regie: Heinz-Günter Stamm
- 1957: Die Ballade vom halben Jahrhundert – regie: Heinz-Günter Stamm
- 1957: Martha – regie: Heinz-Günter Stamm
- 1957: Der Telefonist (Berlin Sommer 1944) – regie: Hans Rosenhauer
- 1957: Ein Skelett in jedem Schrank – regie: Gerlach Fiedler
- 1958: Nicht alles glänzt, was Gold ist – regie: Heinz-Günter Stamm
- 1958: Pastorale oder Die Zeit für Kakao – regie: Fritz Schröder-Jahn
- 1958: Gullivers neueste Reise – regie: Otto Kurth
- 1958: Menschen im Hotel – regie: Heinz-Günter Stamm
- 1958: Der Weg nach Grenoble – regie: Hermann Wenninger
- 1958: Flachsmann als Erzieher – regie: Heinz-Günter Stamm
- 1959: Barabbas – regie: Fritz Wilm Wallenborn
- 1959: Die deutschen Kleinstädter oder Ein Mann kommt in die Stadt – regie: Heinz-Günter Stamm
- 1959: Das Tagebuch der französischen Bürgerin Désirée - regie: Heinz-Günter Stamm
- 1959: Wohin so eilig, schönes Kind?
- 1959: Hasemanns Töchter – regie: Heinz-Günter Stamm
- 1959: Johannisfeuer – regie: Heinz-Günter Stamm
- 1959: Die Weber – regie: Heinz-Günter Stamm
- 1960: Jubiläum – regie: Martin Walser
- 1960: Die Schmetterlingsschlacht – regie: Heinz-Günter Stamm
- 1960: Inspektor Hornleigh (seizoen 1 - 7 afleveringen) – regie: Walter Netzsch
- 1961: Der Retter – regie: Walter Ohm
- 1961: Vogelinsel – regie: Heinz-Günter Stamm
- 1961: Maigret und die Bohnenstange – regie: Heinz-Günter Stamm
- 1961: Maigret und der gelbe Hund – regie: Heinz-Günter Stamm
- 1961: Maigret und die Unbekannte – regie: Heinz-Günter Stamm
- 1961: Maigret und sein Revolver – regie: Heinz-Günter Stamm
- 1961: Maigret und die Groschenschenke – regie: Heinz-Günter Stamm
- 1961: Maigret und seine Skrupel – regie: Heinz-Günter Stamm
- 1961: Der Sonderfall – regie: Axel Corti
- 1961: Gortstraße – regie: Walter Ohm
- 1962: Das Extemporale – regie: Heinz-Günter Stamm
- 1962: Die gespaltene Hand – regie: Heinz-Günter Stamm
- 1962: Sperrzone – regie: Edward Rothe
- 1962: Gefahr – regie: Fritz Schröder-Jahn
- 1963: Sherlock Holmes auf Freiersfüßen – regie: Heinz-Günter Stamm
- 1963: Vor Sonnenuntergang – regie: Heinz-Günter Stamm
- 1964: Waldhausstraße 20 – regie: Walter Ohm
- 1964: In der Sache J. Robert Oppenheimer – regie: Fritz Schröder-Jahn
- 1964: Die Ehre – regie: Heinz-Günter Stamm
- 1964: Die Hose – co-auteur en regie: Rudolf Noelte
- 1964: Heilige Zeit – regie: Heinz-Günter Stamm
- 1965: Plädoyer – regie: Friedhelm von Petersson
- 1965: Einmal ein Mörder – immer ein Mörder! – regie: Hans Cremer
- 1965: Die Fahrradklingel – regie: Mathias Neumann
- 1966: Midas der schimmernden Berge – regie: Heinz-Günter Stamm
- 1967: Der Engel mit der Plastikbombe – regie: Walter Netzsch
- 1968: Joel Brand – regie: Walter Ohm
- 1968: Die Fee – regie: Heinz-Günter Stamm
- 1971: Ich bin ein Krimineller – regie: Heinz-Günter Stamm
- 1972: Besser gar nicht, als spät – regie: Fritz Schröder-Jahn
- 1976: Charles Dickens: Oliver Twist – regie:  Rolf Ell

## Theater
- 1930: George Bernard Shaw: Die heilige Johanna (kapelaan de Stogumber) – Regie: Heinz Hilpert (Deutsches Theater Berlin)
- 1930: William Shakespeare: Was ihr wollt (boerenjongen Wilhelm) – Regie: Heinz Hilpert (Deutsches Theater Berlin)
- 1932: Marcel Pagnol: Fanny (postbode) – Regie: Heinz Hilpert (Theater Volksbühne am Bülowplatz Berlin)
- 1932: Walter Gilbricht: Oliver Cromwells Sendung (Rupprecht von der Pfalz) – Regie: Heinz Hilpert (Theater Volksbühne am Bülowplatz Berlin)
- 1933: Carl Zuckmayer: Schinderhannes (gabber von Schinderhannes) – Regie: Heinz Hilpert (Theater Volksbühne am Bülowplatz Berlin)
- 1933: William Shakespeare: Viel Lärm um nichts – Regie: Heinz Hilpert (Theater Volksbühne am Bülowplatz Berlin)
- 1933: William Shakespeare: Der Widerspenstigen Zähmung – Regie: Heinz Hilpert (Theater Volksbühne am Bülowplatz Berlin)
- 1933: Friedrich Schreyvogl: Tod in Genf (Taraskiewicz) – Regie: Martin Kerb (Volksbühne Theater am Horst Wessel Platz Berlin)
- 1934: Hermann Sudermann: Stein unter Steinen (hoofdinspecteur) – Regie: Heinz Hilpert (Volksbühne Theater am Horst Wessel Platz Berlin)
- 1934: Georg Büchner: Leonce und Lena (districtsbestuurder) – Regie: Heinz Hilpert (Volksbühne Theater am Horst Wessel Platz Berlin)
- 1934: Heinrich von Kleist: Der zerbrochne Krug (Ruprecht Tümpel) – Regie: Heinz Hilpert (Volksbühne Theater am Horst Wessel Platz Berlin)
- 1936: Nikolai Gogol: Die Heirat (Kotschkarjow) – Regie: Bruno Hübner (Deutsches Theater Berlin)
- 1937: Gerhart Hauptmann: Elga [und] Hanneles Himmelfahrt – Regie: Heinz Hilpert, Paul Verhoeven (Deutsches Theater Berlin – Kammerspiele)
- 1937: Hans Rehberg: Friedrich I. – Regie: Heinz Hilpert (Deutsches Theater Berlin – Kammerspiele)
- 1951: Ludwig Tieck: Der Blaubart – Regie: Jürgen Fehling (Residenztheater München)
- 1977: Alan Ackbourn: Halbe Wahrheiten – Regie: Florian Lepuschitz (Die Komödie Frankfurt am Main)

## Schriften
- Heiteres Sternbild. Blüchert Verlag, Stuttgart 1955.